# 88 Dywizja Strzelecka (ZSRR)
88 Dywizja Strzelecka (ros. 84-я стрелковая дивизия) – związek taktyczny piechoty Armii Czerwonej.
Sformowana 1 września 1939 в Archangielsku. Wzięła udział w wojnie zimowej z Finlandią.
17 marca 1942 przeformowana na 23 Dywizję Strzelecką Gwardii.
Po raz drugi sformowana 29.04.1942 na bazie 39 Brygady Strzeleckiej.

## Struktura organizacyjna
- 426 Pułk Strzelecki
- 611 Pułk Strzelecki
- 758 Pułk Strzelecki
- 401 Pułk Artylerii Lekkiej